# Paraphaeosphaeria michotii
Paraphaeosphaeria michotii är en svampart som först beskrevs av Westend., och fick sitt nu gällande namn av O.E. Erikss. 1967. Paraphaeosphaeria michotii ingår i släktet Paraphaeosphaeria och familjen Montagnulaceae.  Arten är reproducerande i Sverige. Inga underarter finns listade i Catalogue of Life.